# Nii Lamptey
Nii Odartey Lamptey (ur. 10 grudnia 1974 w Temie) – ghański piłkarz grający na pozycji ofensywnego pomocnika. W reprezentacji Ghany rozegrał 38 meczów i strzelił 8 goli.

## Kariera klubowa
Swoją karierę piłkarską Lamptey rozpoczął w drużynie Young Corners, gdzie grał do 1989 roku w drużynach młodzieżowych. W 1990 roku jako 15-latek podpisał profesjonalny kontrakt z Anderlechtem, którego trenerem był wówczas Aad de Mos. W Anderlechcie zadebiutował w sezonie 1990/1991. Wraz z Anderlechtem wywalczył dwa tytuły mistrza kraju w sezonach 1990/1991 i 1992/1993.
W 1993 roku Lamptey został zawodnikiem PSV Eindhoven. Swój debiut w Eredivisie zaliczył 15 sierpnia 1993 w wygranym 2:1 wyjazdowym meczu z FC Groningen. Z kolei 28 sierpnia 1993 w zwycięskim meczu z Willem II Tilburg (2:1) strzelił swojego pierwszego gola w barwach PSV w lidze. PSV występował przez sezon.
W 1994 roku Lamptey odszedł do Aston Villi. W rozgrywkach Premier League zadebiutował 23 września 1994 w przegranym 1:3 wyjazdowym meczu z Blackburn Rovers. W rundzie jesiennej sezonu 1994/1995 rozegrał w Aston Villi 6 meczów, a w rundzie wiosennej nie wystąpił ani razu. W 1995 roku odszedł do Coventry City, w którym swój debiut zanotował 14 października 1995 w wyjazdowym meczu z Liverpoolem (0:0). W Coventry, podobnie jak w Aston Villi, wystąpił w 6 meczach Premier League.
W sezonie 1996/1997 Lamptey grał w Serie B, w zespole Venezii, a następnie w argentyńskim Uniónie Santa Fe. Latem 1997 przeszedł do MKE Ankaragücü, w którym grał przez rok. Z kolei w sezonie 1998/1999 rozegrał 7 ligowych meczów w portugalskim União Leiria.
W 2001 roku Lamptey wyjechał do Chin i przez dwa sezony występował w tamtejszym klubie Shandong Luneng. W latach 2003–2004 był zawodnikiem Al-Nasr Dubaj. W 2005 roku wrócił do ojczyzny i został zawodnikiem Asante Kotoko. W 2005 roku wywalczył z nim mistrzostwo Ghany. W latach 2007–2008 grał w Jomo Cosmos, w którym zakończył swoją karierę.
| Sezon   | Klub                 | Kraj                         | Rozgrywki           | Mecze | Bramki |
| ------- | -------------------- | ---------------------------- | ------------------- | ----- | ------ |
| 1989/90 | Young Corners        | Ghana                        | Premier League      | ?     | ?      |
| 1989/90 | RSC Anderlecht       | Belgia                       | Eerste klasse       | 0     | 0      |
| 1990/91 | RSC Anderlecht       | Belgia                       | Eerste klasse       | 14    | 7      |
| 1991/92 | RSC Anderlecht       | Belgia                       | Eerste klasse       | 15    | 2      |
| 1992/93 | RSC Anderlecht       | Belgia                       | Eerste klasse       | 1     | 0      |
| 1993/94 | PSV Eindhoven        | Holandia                     | Eredivisie          | 22    | 9      |
| 1994/95 | Aston Villa          | Anglia                       | Premier League      | 6     | 0      |
| 1995/96 | Coventry City        | Anglia                       | Premier League      | 6     | 0      |
| 1996/97 | Venezia              | Włochy                       | Serie B             | 5     | 0      |
| 1996/97 | Unión Santa Fe       | Argentyna                    | Primera División    | 6     | 0      |
| 1997/98 | MKE Ankaragücü       | Turcja                       | Süper Lig           | 10    | 1      |
| 1998/99 | União Leiria         | Portugalia                   | Primeira Liga       | 7     | 0      |
| 1999/00 | SpVgg Greuther Fürth | Niemcy                       | 2. Bundesliga       | 22    | 4      |
| 2000/01 | SpVgg Greuther Fürth | Niemcy                       | 2. Bundesliga       | 14    | 1      |
| 2001    | Shandong Luneng      | Chiny                        | Super League        | 18    | 5      |
| 2002    | Shandong Luneng      | Chiny                        | Super League        | 19    | 2      |
| 2004/05 | Al-Nasr Dubaj        | Zjednoczone Emiraty Arabskie | UAE Football League | ?     | ?      |
| 2005    | Asante Kotoko        | Ghana                        | Premier League      | ?     | ?      |
| 2006/07 | Asante Kotoko        | Ghana                        | Premier League      | ?     | ?      |
| 2007/08 | Jomo Cosmos          | Południowa Afryka            | PSL                 | ?     | ?      |

## Kariera reprezentacyjna
W reprezentacji Ghany Lamptey zadebiutował 29 kwietnia 1991 w wygranym 2:0 meczu kwalifikacji do Pucharu Narodów Afryki 1992 z Togo. W debiucie zdobył gola. Na początku 1992 roku został powołany do kadry na Puchar Narodów Afryki 1992. Na nim wywalczył wicemistrzostwo Afryki rozgrywając 5 meczów w tym turnieju: z Zambią (1:0), z Egiptem (1:0), ćwierćfinałowy z Kongiem (2:1), półfinałowy z Nigerią i finałowy z Wybrzeżem Kości Słoniowej (0:0, k. 10:11).
W 1994 roku Lamptey został po raz drugi w karierze powołany na Puchar Narodów Afryki. Wystąpił na nim we dwóch meczach, obu grupowych: z Gwineą (1:0) i z Senegalem (1:0).
W 1996 roku Lamptey był w kadrze Ghany na Puchar Narodów Afryki 1996, na którym „Czarne Gwiazdy” zajęły 4. miejsce. Lamptey zagrał na nim w dwóch meczach: grupowym z Wybrzeżem Kości Słoniowej i półfinałowym z Republiką Południowej Afryki (0:3), w którym został ukarany czerwoną kartką. W kadrze narodowej 1991 do 1996 roku rozegrał 38 meczów i strzelił 8 goli.
W swojej karierze Lamptey występował również w młodzieżowych reprezentacjach Ghany na różnych szczeblach wiekowych. W 1991 roku wywalczył z kadrą U-17 mistrzostwo świata na Mistrzostwach Świata 1991 we Włoszech. On sam otrzymał Złotą Piłkę dla najlepszego gracza tego turnieju. W 1992 roku zagrał z kadrą U-23 na Igrzyskach Olimpijskich w Barcelonie i zdobył na nich brązowy medal. Z kolei w 1993 roku wywalczył z reprezentacją U-20 wicemistrzostwo świata na Młodzieżowych Mistrzostwach Świata w Australii.